# El poder popular
El poder popular es la tercera y última parte del documental chileno, La batalla de Chile, dirigido por Patricio Guzmán, siendo una de las últimas películas o documentales de Chile en el formato "blanco y negro".
Fue presentado en el "One World Film Festival" y en el "Litomerice Film Festival", ambos de la República Checa.
El 2 de mayo de 1996 y 29 de agosto de 2004 su formato fue reactualizado.
Al igual que las dos entregas anteriores, esta parte ha sido traducido y estrenado en muchos países del mundo.
En Chile, esta parte de la trilogía fue estrenada el 2 de mayo de 1996.[cita requerida]

## Sinopsis
El poder popular es la tercera y última parte del documental La batalla de Chile.
Durante 1972 y 1973, y completamente al margen de los grandes acontecimientos que ocurren en el país, las personas que apoyan el gobierno de Salvador Allende y la Unidad Popular, planifican, preparan y ponen en marcha sus planes para demostrar el «poder popular», como es el caso de almacenes comunitarios, cordones industriales y comités rurales, entre otros, con la intención de frenar o neutralizar la crisis económica y el caos que sucede en el país.

## Estreno
Los países están ordenados por la primera fecha de estreno:
- Cuba 15 de marzo de 1979.
- Italia 4 de julio de 1979.
- Brasil 29 de octubre de 1979.[1]
- Francia 19 de septiembre de 1980.
- España 31 de mayo de 1982.
- Estados Unidos 2 de noviembre de 1984.
- Alemania Oriental 15 de septiembre de 1985.
- Canadá 15 de septiembre de 1985.
- Dinamarca 18 de mayo de 1987.
- Argentina 28 de diciembre de 1989.
- Noruega 11 de marzo de 1990.
- Grecia 24 de mayo de 1994.
- Chile 2 de mayo de 1996.
- México 11 de enero de 2000.
- Australia 13 de diciembre de 2002.
- Nueva Zelanda 13 de diciembre de 2002.
- Ucrania 14 de enero de 2003.
- República Checa 18 de abril de 2004.
- Turquía 15 de junio de 2005.
- República Checa 29 de agosto de 2004.
- Reino Unido 22 de agosto de 2007.
- Colombia 14 de julio de 2009.
- Costa Rica Abril de 2010.
- Finlandia Diciembre de 2010.
- Sudáfrica Junio de 2010.
- Perú en Agosto de 2010.
- Ecuador en  2011.

## Elenco
- Abilio Fernández (narrador).